# Ян Коубек
Коубек Ян Православ (чеськ. Jan Pravoslav Koubek; 4 липня 1805, Блатна — 28 грудня 1854, там само) — чеський етнограф, поет, публіцист, літературознавець, перекладач.

## Біографія
Навчався з 1827 у Празькому університеті; з 1839 — професор чеської мови і літератури цього університету.
1831—1836 жив у Львові, мав творчі зв'язки з діячами української культури Маркіяном Шашкевичем та іншими.
У статтях, надрукованих у чеській періодиці, писав про високі художні якості української народної пісні («Дума чи думка», 1833), вказував на близьку спорідненість українських народних пісень-думок з народною серббською піснею, досліджував переклади «Краледворського рукопису» українською мовою («Про „Краледворський рукопис“, зокрема про його південно-слов'янські переклади», 1838; у статті йдеться також про перекладацьку діяльність Івана Вагилевича).
Переклав чеською мовою чимало українських прислів'їв (збірка «Галицькі приповідки і загадки, зібрані Г. Ількевичем», 1842).
Автор збірки віршів «З'ява поетів» (1852).